# Aluissa Lăcusteanu
Aluissa Lăcusteanu (n. 1 septembrie 1991) este o gimnastă română de talie mondială, actuală componentă a echipei lărgite a lotului de gimnastică feminină a României la Jocurile Olimpice din anul 2008, care se desfășoară în China între 8 august și 31 august 2008.